# Muhovo
Muhovo (izvirno srbsko Мухово) je naselje v Srbiji, ki upravno spada pod Mesto Novi Pazar; slednja pa je del Raškega upravnega okraja.

## Demografija
V naselju živi 366 polnoletnih prebivalcev, pri čemer je njihova povprečna starost 31,8 let (32,1 pri moških in 31,6 pri ženskah). Naselje ima 113 gospodinjstev, pri čemer je povprečno število članov na gospodinjstvo 4,82.
|  |

| Demografija | Demografija     | Demografija     |
| Leto        | Št. prebivalcev | Št. prebivalcev |
| ----------- | --------------- | --------------- |
|             |                 |                 |
|             |                 |                 |
|             |                 |                 |
|             |                 |                 |
| 1948        | 1042            |                 |
| 1953        | 1222            |                 |
| 1961        | 1187            |                 |
| 1971        | 959             |                 |
| 1981        | 797             |                 |
| 1991        | 821             | 792             |
| 2002        | 653             | 545             |
|             |                 |                 |

| Etnična sestava po popisu iz leta 2002 | Etnična sestava po popisu iz leta 2002 | Etnična sestava po popisu iz leta 2002 | Etnična sestava po popisu iz leta 2002 | Etnična sestava po popisu iz leta 2002 |
| -------------------------------------- | -------------------------------------- | -------------------------------------- | -------------------------------------- | -------------------------------------- |
| Bošnjaki                               | Bošnjaki                               |                                        | 457                                    | 83,85%                                 |
| Srbi                                   | Srbi                                   |                                        | 87                                     | 15,96%                                 |
| Črnogorci                              | Črnogorci                              |                                        | 1                                      | 0,18%                                  |
| Neznano                                | Neznano                                |                                        | 0                                      | 0,0%                                   |